# أحمد كامل (صحفي)
أحمد كامل هو صحفي ومراسل سوري في تلفزيون بي بي سي عربي عمل سابقًا مديرا لمكتب قناة الجزيرة في بروكسل، وسبق وأن شغل منصب المستشار الإعلامي للائتلاف الوطني لقوى الثورة والمعارضة السورية.

## النشأة والمسيرة
عمل أحمد كامل مراسلا ومديرا لمكتب قناة الجزيرة في بروكسيل في بلجيكا. واحتجز لساعات قليلة في أكتوبر 2001 في جنيف عقب ذهابه إلى سويسرا للقيام بتقرير حول منظمة التجارة العالمية، على خلفية أحداث 11 سبتمبر 2001 وإذاعة الجزيرة لبيانات أسامة بن لادن وأعضاء آخرين في تنظيم القاعدة. ويعمل الآن في تلفزيون بي بي سي عربي.